# Darkina
Darkina (ar. درقينة, fr. Darguina) – miasto w północnej Algierii, w prowincji Bidżaja.